# Onthophagus crassicollis
Onthophagus crassicollis är en skalbaggsart som beskrevs av Antoine Boucomont 1913. Onthophagus crassicollis ingår i släktet Onthophagus och familjen bladhorningar. Inga underarter finns listade i Catalogue of Life.